# Tinta
Tinta – jednolite tło jasnego koloru.
W plastyce, a szczególnie w technikach malarskich, jest to tło nałożone jasną farbą.
W DTP termin ten nie odnosi się do jasności, lecz do ilości farby. Jest to jednolite tło, nałożone jedną lub kilkoma farbami dowolnego koloru, w ilości poniżej 100% każda. W poligrafii efektem tinty jest niepełne krycie, czyli raster, nazywany przez drukarzy gwarowo „siatką”.